# Sam Nujomastadion
Het Sam Nujoma Stadion is een voetbalstadion in Katutura, een buitenwijk van Windhoek, de hoofdstad van Namibië. In het stadion, dat werd geopend in 2005, kunnen 10.300 toeschouwers. Het is vernoemd naar voormalig Namibisch president Sam Nujoma. Door regenval stortte in 2015 een deel van het stadion in.
In 2014 werden in dit stadion (samen met het Onafhankelijkheidsstadion) voetbalwedstrijden gespeeld voor het Afrikaans kampioenschap voetbal voor vrouwen. Het toernooi werd gespeeld van 11 tot 25 oktober. In dit stadion werd de openingswedstrijd gespeeld tussen het gastland en Zambia (2–0). In totaal werden er 6 groepswedstrijden gespeeld, de twee halve finales, troostfinale en finale. De finale werd gespeeld tussen Nigeria en Kameroen (2–0). 